# Un festin de roi
Un festin de roi (Shiskabugs) est un cartoon réalisé par Friz Freleng en 1962, mettant en scène Bugs Bunny et Sam le pirate.

## Synopsis
Sam le cuisinier est chargé de faire un plat original à un roi capricieux. Bugs en voulant avoir une tasse de jus de carottes est une aubaine pour Sam. Bugs embrasse le roi avant s'échapper à l'insu de Sam. Celui-ci est renvoyé et Bugs sert au roi comme plat original, juste un plat de carottes.

## Fiche technique
- Titre : Un festin de roi
- Titre original : Shiskabugs
- Réalisation : Friz Freleng
- Scénario : John Dunn
- Animation : Gerry Chiniquy, Virgil Ross, Bob Matz, Lee Halpren, Art Leonardi
- Décors : Tom O'Loughlin
- Montage : Treg Brown
- Musique : William Lava
- Production : David H. DePatie
- Société de production : Warner Bros. Cartoons
- Société de distribution : Warner Bros. Pictures
- Durée : 5 minutes 30
- Date de sortie : 
  - États-Unis : 8 décembre 1962

## Distribution

### Voix originales
- Mel Blanc : Bugs Bunny / Sam le pirate / Le roi

### Voix françaises
- Guy Piérauld : Bugs Bunny
- Claude Joseph : Sam le pirate